# Colpodium drakensbergense
Colpodium drakensbergense är en gräsart som beskrevs av Karl Olov Hedberg och I.Hedberg. Colpodium drakensbergense ingår i släktet Colpodium, och familjen gräs. IUCN kategoriserar arten globalt som sårbar. Inga underarter finns listade i Catalogue of Life.